# Ruta Estatal de Nevada 399
La Ruta Estatal de Nevada 399, y abreviada SR 399 (en inglés: Nevada State Route 399) es una carretera estatal estadounidense ubicada en el estado de Nevada. La carretera inicia en el Oeste desde la Eagle Picher Mine hacia el Este en la SR 398     en Lovelock. La carretera tiene una longitud de 29,3 km (18.184 mi).

## Mantenimiento
Al igual que las autopistas interestatales, y las rutas federales y el resto de carreteras estatales, la Ruta Estatal de Nevada 399 es administrada y mantenida por el Departamento de Transporte de Nevada por sus siglas en inglés Nevada DOT.